# Майегун, Ноджим
Ноджим Майегун (англ. Nojim Maiyegun; 17 февраля 1941, Лагос — 26 августа 2024, Вена) — боксёр из Нигерии, призёр Олимпийских игр.
Ноджим Майегун родился 17 февраля 1941 года в Лагосе. В 1964 году на Олимпийских играх в Токио завоевал бронзовую медаль в весовой категории до 71 кг — первую олимпийскую медаль в истории Нигерии. В 1966 году завоевал бронзовую медаль Игр Британской империи и Содружества наций.
Скончался 26 августа 2024 года в Вене, где проживал последние годы.